# Мутье-Розей
Мутье́-Розе́й (фр. Moutier-Rozeille, окс. Mostier Roselha) — коммуна во Франции, находится в регионе Лимузен. Департамент коммуны — Крёз. Входит в состав кантона Фельтен. Округ коммуны — Обюссон.
Код INSEE коммуны — 23140.

## Население
Население коммуны на 2010 год составляло 433 человека.
| 1962 | 1968 | 1975 | 1982 | 1990 | 1999 | 2010 |
| ---- | ---- | ---- | ---- | ---- | ---- | ---- |
| 587  | 507  | 493  | 475  | 446  | 436  | 433  |

## Экономика
В 2010 году среди 280 человек трудоспособного возраста (15—64 лет) 204 были экономически активными, 76 — неактивными (показатель активности — 72,9 %, в 1999 году было 69,4 %). Из 204 активных жителей работали 179 человек (99 мужчин и 80 женщин), безработных было 25 (13 мужчин и 12 женщин). Среди 76 неактивных 13 человек были учениками или студентами, 40 — пенсионерами, 23 были неактивными по другим причинам.